# Nakoruru
Nakoruru (ナコルル, Nakoruru) est un personnage provenant de la série Samurai Shodown créée par SNK,,. Nakoruru est facilement reconnaissable notamment grâce à son animal de compagnie, un faucon nommé Mamahaha (ママハハ). Dans Samurai Shodown III: Blades of Blood, Nakoruru est accompagnée d'un loup, Shikuru (シクルゥ).
Nakoruru a un alter ego nommé Rera (レラ), le personnage est présenté la première fois en 2003 dans Samurai Shodown V. Rera peut physiquement prendre le contrôle de Nakoruru, mais elle le fait uniquement lorsque Nakoruru hésite à tuer ses ennemis,  et se manifeste en tant qu'entité matérielle distincte pour protéger son hôte.

## Style de jeu
Nakoruru est originaire de la tribu des Aïnous, et se bat avec un kodachi, un sabre japonais de petite taille, elle a pour particularité de se battre avec ses animaux de compagnie, d'un loup et d'un faucon,. Pour compenser la courte portée des armes de Nakoruru, les joueurs doivent compter sur sa vitesse pour punir l'erreur de leurs adversaires. Les points forts de Nakoruru se situent au niveau aérien dont les projections aériennes et sa capacité à sauter sur les côtés de l'écran. Elle peut également récupérer de ses mouvements un peu plus rapidement que les autres personnages, ce qui lui permet de frapper et courir plus facilement durant le combat.
Pour équilibrer le personnage avec le reste des combattants, sa force d'attaque est légèrement plus faible que la plupart des personnages. Les mouvements de Nakoruru incorporent des attaques à distance un peu plus longues qui projettent ses compagnons d’animaux sur ses ennemis pour que son rayon d’attaque ne se limite pas à son épée. Depuis Samurai Shodown II, elle peut aussi renvoyer les projectiles de ses adversaires avec le mouvement Kamui Ryusei.
Le faucon de Nakoruru, Mamahaha, peut être utilisé par le joueur pour attaquer ses opposants durant une attaque aérienne, agissant en tant que projectile et défense anti-aérienne de Nakoruru. Le joueur peut également ordonner à Nakoruru de l’utiliser comme monture pour un temps limité. Dans Samurai Shodown III: Blades of Blood et Samurai Shodown IV: Amakusa's Revenge, Nakoruru et Rimururu sont immunisées contre les effets fatals. Dans Samurai Shodown: Edge of Destiny, Mamahaha n'apparaît pas dans les combats mais uniquement lors des mouvements spéciaux.

## Apparitions
Nakoruru est présente en tant que personnage jouable dans la plupart des jeux de la série Samurai Shodown, du premier au sixième épisode, elle est présente également dans les épisodes dérivés Samurai Shodown RPG, Samurai Shodown 64 et Samurai Shodown: Edge of Destiny. Dans Samurai Shodown: Warriors Rage, l'esprit de Nakoruru est un personnage injouable dans le mode histoire, mais son mini-jeu PocketStation est centré autour d'elle.
Dans la série The King of Fighters, Nakoruru apparaît en tant que personnage secret jouable dans la version Game Boy de The King of Fighters '95. Elle apparaît également dans The King of Fighters '94 Re-Bout, dans The King of Fighters 2000 en tant qu'attaque spéciale de Yuri Sakazaki, dans The King of Fighters 2002: Challenge to Ultimate Battle et dans The King of Fighters XIII, où elle apparaît dans l'arène japonaise. Nakoruru apparaît en tant que personnage jouable dans The King of Fighters XIV dans l'équipe « Another World Team ». Elle revient une fois de plus dans The King of Fighters XV mais dans une équipe spéciale: « Samurai Team » avec Haohmaru et Darli Dagger à ses côtés.

### Doublages
| Année | Titre                                         | Doublage         |
| ----- | --------------------------------------------- | ---------------- |
| 1993  | Samurai Shodown                               | Harumi Ikoma     |
| 1994  | Samurai Shodown II                            | Harumi Ikoma     |
| 1995  | Samurai Shodown III: Blades of Blood          | Harumi Ikoma     |
| 1996  | Samurai Shodown IV: Amakusa's Revenge         | Harumi Ikoma     |
| 2000  | Capcom vs. SNK: Millennium Fight 2000         | Harumi Ikoma     |
| 2001  | Capcom vs. SNK 2: Mark of the Millennium 2001 | Harumi Ikoma     |
| 2003  | Samurai Shodown V                             | Harumi Ikoma     |
| 2005  | NeoGeo Battle Coliseum                        | Harumi Ikoma     |
| 2006  | Samurai Shodown VI                            | Mikako Takahashi |
| 2016  | The King of Fighters XIV                      | Mai Nakahara     |
| 2018  | SNK Heroines: Tag Team Frenzy                 | Mai Nakahara     |
| 2019  | Samurai Shodown                               | Mai Nakahara     |
| 2022  | The King of Fighters XV                       | Mai Nakahara     |